# Военно-воздушные силы Корпуса стражей исламской революции
Воздушно-космические силы Корпуса стражей исламской революции — (перс. نیروی هوافضای سپاه پاسداران انقلاب اسلامی‎ — Niru-ye havâfazây-e sepâh-e pâsdârân-e enghelâb-e Eslâmi (NEHSA), Ниру-е хава̄фаза-е сэпа̄х-е пасда̄ра̄н-е энгела̄б-е Эсла̄ми́, сокр. ВКС КСИР) — стратегические ракетные, воздушные и космические силы Корпуса стражей исламской революции (КСИР). Создан в 1985 году через 6 лет после Исламской революции в Иране. 8 апреля 2020 года был переименован из Военно-воздушных сил (ВВС) в Воздушно-космические силы (ВКС).

## Авиационные силы
В 2005 году Вашингтонский институт заявил о том, что ВКС КСИР обслуживал 30 лёгких транспортных самолётов Y-12 и Dassault Falcon 20, учебные MFI-17 Mushshak самолёты, а также разведывательные беспилотные летательные аппараты местного производства Ababil и Mohajer.
ВКС КСИР также эксплуатирует значительные силы вертолетов, состоящие из примерно двадцати Ми-171 для транспортных и боевых задач, и большие транспортные силы из Шираза, оснащенные примерно пятнадцатью бывшими иракскими Ил-76, первоначально эксплуатируемыми ВВС Ирана, и 19-ю транспортными самолётами Ан-74ТК-200. Авиационный журнал Scramble в целом подтверждает эту картину, сообщая об Ан-74, Ан-14 и Су-22 в аэропорту Мехрабад в Тегеране и Chengdu J-7 в Захедане. Другие поздние работы не упомянают Ил-76.
| Название               | Изображение | Страна производства | Тип                                      | Количество |
| Боевые                 | Боевые      | Боевые              | Боевые                                   | Боевые     |
| ---------------------- | ----------- | ------------------- | ---------------------------------------- | ---------- |
| Су-17                  |             | СССР                | Истребитель-бомбардировщик               | 9          |
| Транспортные           |             |                     |                                          |            |
| Ан-74                  |             | СССР                | Транспортный                             | 7          |
| Dassault Falcon 20     |             | Франция             | Транспорт глав государств и правительств | 1          |
| Ил-76                  |             | Россия              | Тяжёлый военно-транспортный самолет      | 3          |
| Harbin Y-12            |             | Китай               | Транспортный                             |            |
| Вертолеты              |             |                     |                                          |            |
| Mil Mi-17              |             | Россия              | Транспортный и боевой вертолёт           | 17         |
| Учебные                |             |                     |                                          |            |
| Embraer EMB 312 Tucano |             | Бразилия            | Учебный лёгкий штурмовой самолёт         | 15         |
| PAC MFI-17 Mushshak    |             | Пакистан            | Учебный                                  | 25         |

ВКС КСИР также обладает несколькими гражданскими самолётами, которые использовались для снабжения режима Башара Асада в Сирии.

## Ракетные войска
ВКС КСИР отвечают за эксплуатацию ракетных систем класса «земля — земля» Ирана. Джон Негропонте в 2006 году упомянул, что Иран располагает крупнейшим запасом баллистических ракет на Ближнем Востоке. В августе 2013 года бывший министр обороны Ирана Ахмад Вахиди заявил, что Иран занимает шестое место в мире по производству ракет. Утверждается, что она эксплуатирует несколько тысяч мобильных баллистических ракет малой и средней дальности, включая Шахаб-3/3B с дальностью полета до 2100 километров, что является основой стратегического сдерживания Ирана. Так, ракета Шахаб-3/3B, запущенная из Тебриза способна поразить цель в Бухаресте, Афинах и Софие — столицах стран НАТО. Вся территория ещё одного члена НАТО — Турции — так же находится в пределах досягаемости этой ракеты
Украденный иранский ноутбук, содержащий более 1000 страниц расчётов, моделирования и модификаций, необходимых для того, чтобы сделать носовой обтекатель ракеты Шахаб-3 способным нести ядерную боеголовку, был получен американской разведкой в 2004 году и показан должностным лицам МАГАТЭ.
Согласно показаниям Джона Негропонте в 2006 году, разработка баллистических ракет Ирана вместе с усилением его военно-морского флота в значительной степени направлена на проекцию его военной мощи с целью доминирования в регионе Персидского залива и сохранения его способности сдерживать и наносить ответные удары противникам, включая Соединённые Штаты. Дополнительные причины для местной разработки ракет могут включать намерение режима продемонстрировать свои технологические достижения, запугать и сдержать соседние страны и уменьшить свою зависимость от ненадежных иностранных поставок.
Независимое производство ракет в Иране можно проследить по крайней мере до 1997 года, когда страна получила планы ракет и производственные компоненты из России и начала строительство объектов по производству ракет, включая два туннеля для размещения ракет Scud, расположенных вдоль Персидского залива между Бандар-Аббасом и Буширом. Кроме того, Иран получил помощь от Китая в строительстве завода по производству баллистических ракет и испытательного полигона к востоку от Тегерана и производственного объекта около Семнана, а также технологии наведения и прецизионные станки для производства баллистических ракет. Крупнейшим из объектов по производству ракет в Иране является комплекс, расположенный недалеко от Исфахана, места сборки комплектов ракет Scud-B из Северной Кореи, и был построен в сотрудничестве с Северной Кореей и, возможно, с помощью Китая.
В мае 2013 года Министерство обороны и логистики Ирана поставило огромное количество ракетных установок для ВКС КСИР «Иранские телевизионные кадры показали, что не менее 26 установок для запуска ракет выстроились в два ряда для этого события, что ознаменовало их предполагаемую поставку в Воздушно-космические силы Корпуса стражей исламской революции (КСИР), которые управляют баллистическими ракетами страны», согласно отчёту IHS Jane’s.
Любая иранская баллистическая ракета средней дальности или межконтинентальная баллистическая ракета потребовала бы чрезвычайно эффективной системы наведения и уровня надёжности, чтобы иметь высокий процент поражения цели с обычными боеголовками, даже если бы она могла быть оснащена функциональной платформой наведения GPS. Вероятно, потребуются ядерные боеголовки, чтобы компенсировать критические проблемы с точностью, надёжностью и летальностью боеголовок.

В июне 2020 года иранский адмирал Хоссейн Ханзади заявил, что Иран вскоре начнет производить собственные сверхзвуковые крылатые ракеты, оснащённые турбовентиляторными двигателями.
На повестку дня скоро будет вынесен вопрос о производстве ракет с новыми турбовентиляторными двигателями, скорость которых в несколько раз превысит скорость звука.